# Paraprionopelta minima
Paraprionopelta minima är en myrart som beskrevs av Kusnezov 1955. Paraprionopelta minima ingår i släktet Paraprionopelta och familjen myror. Inga underarter finns listade i Catalogue of Life.

## Bildgalleri

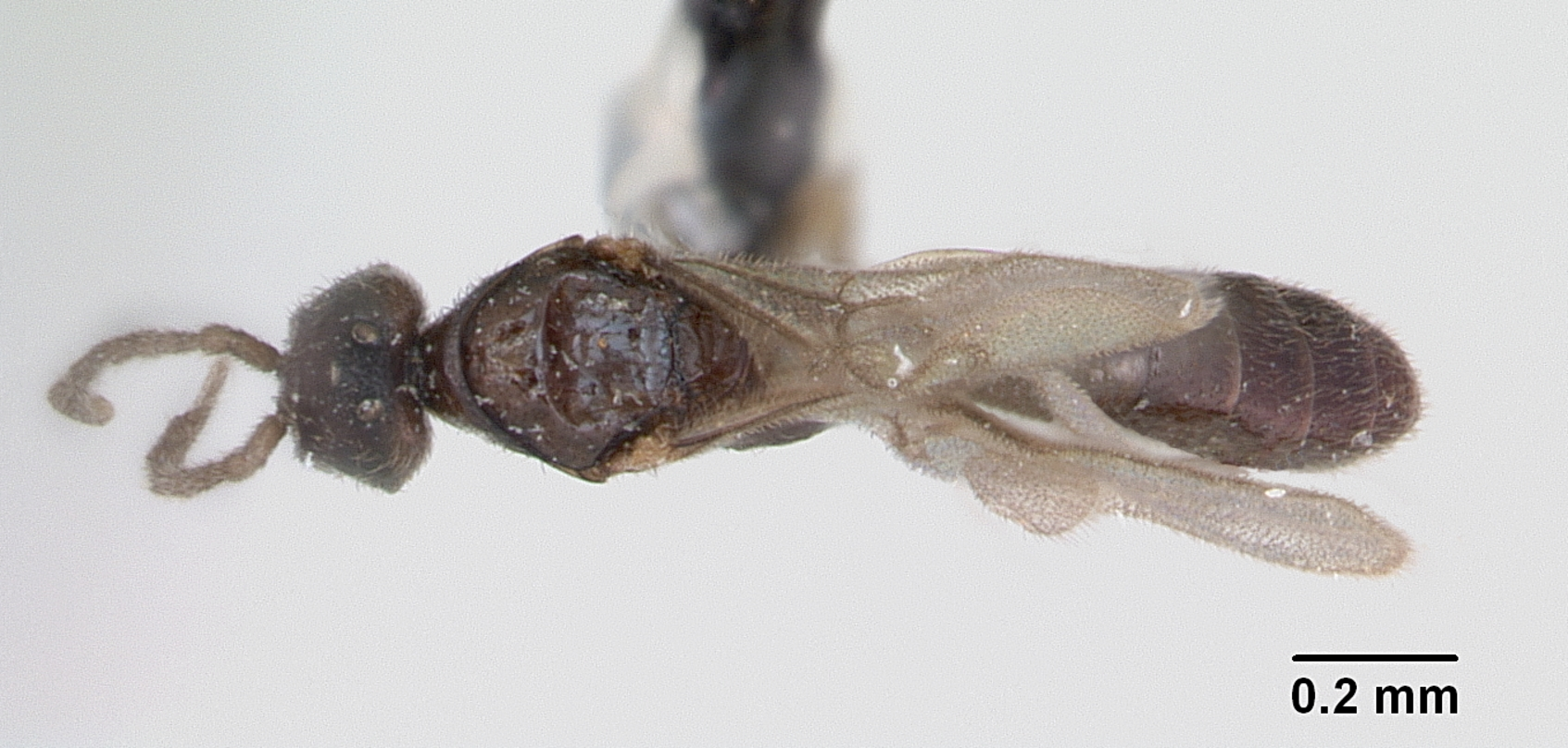
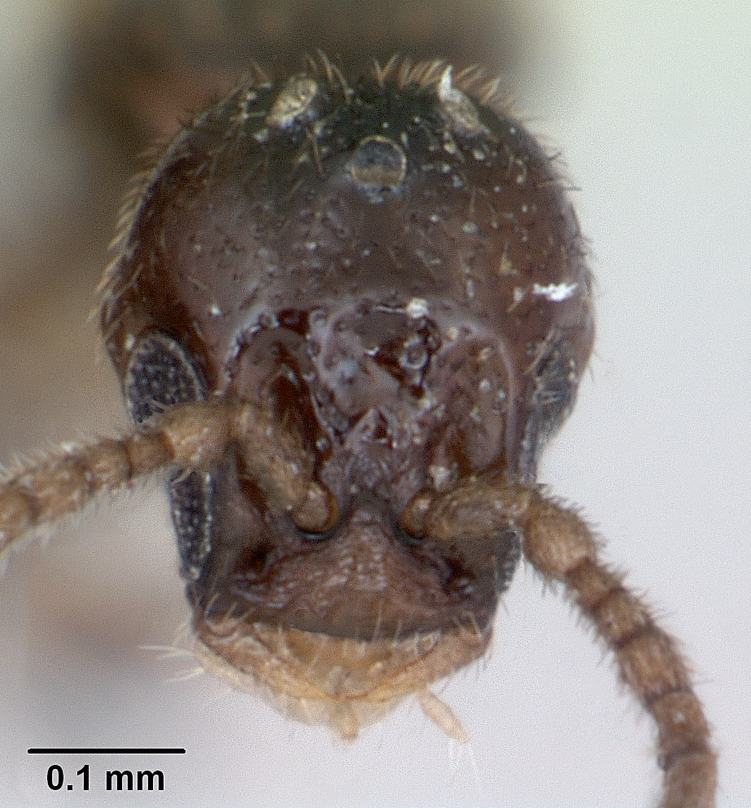
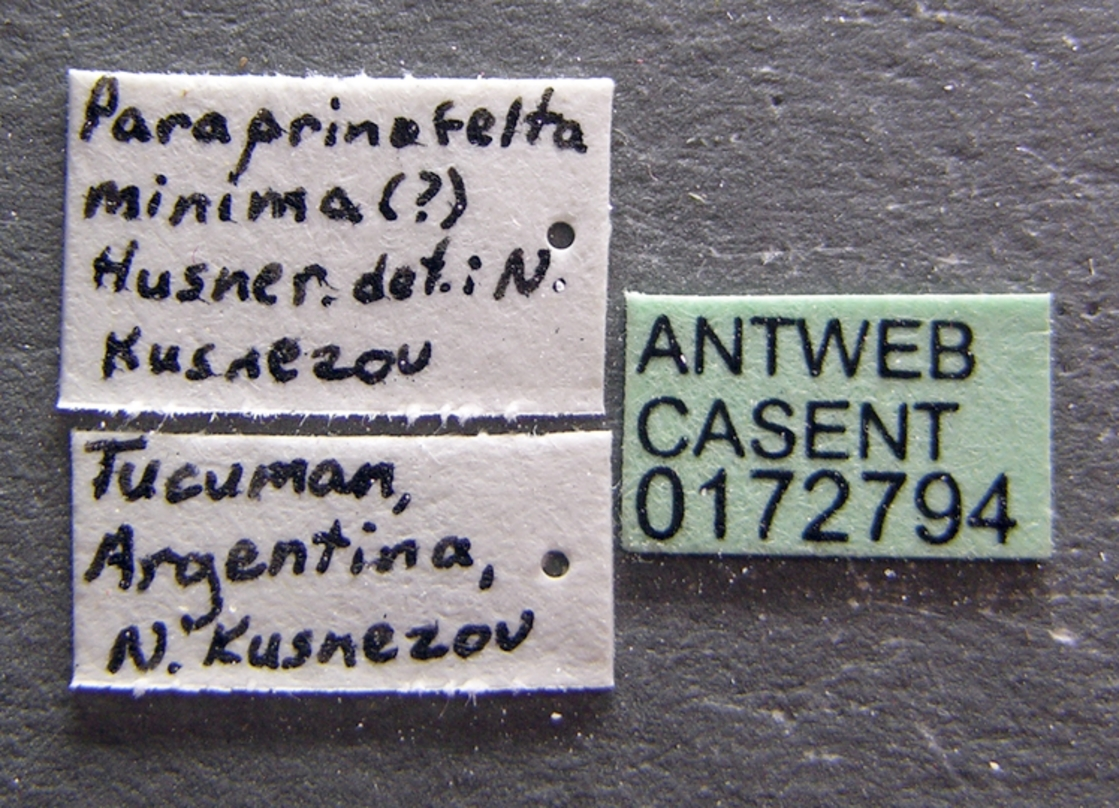
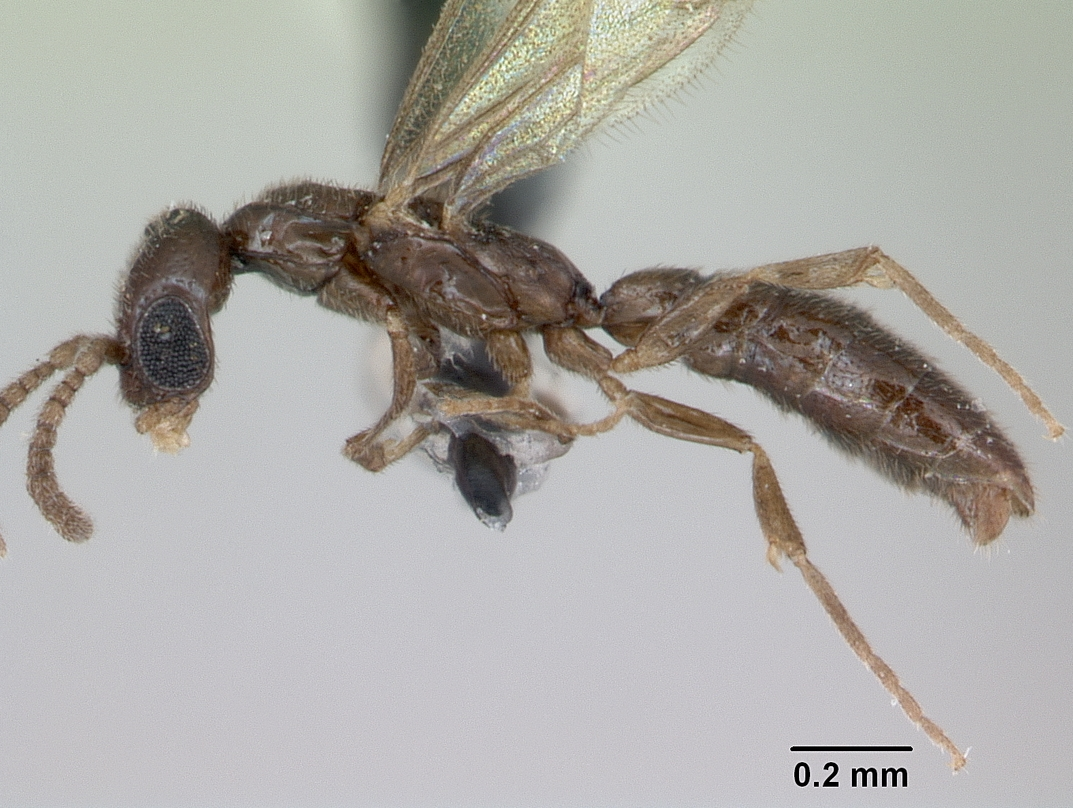
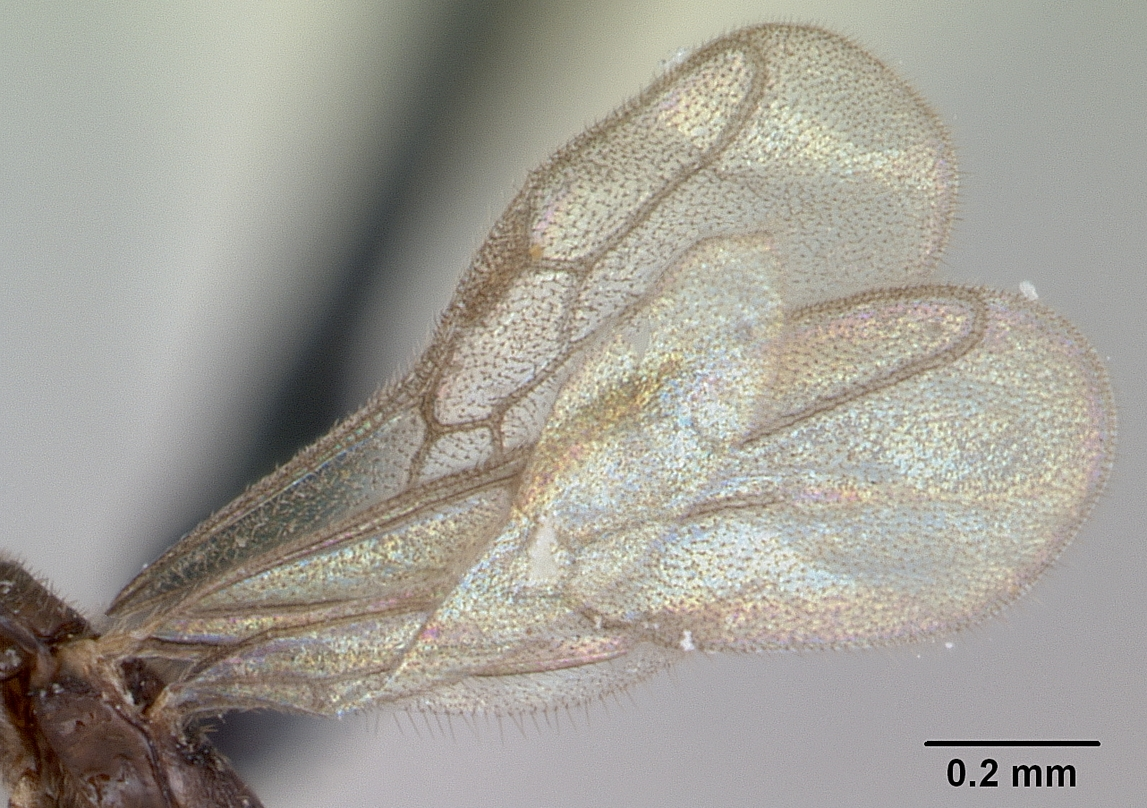
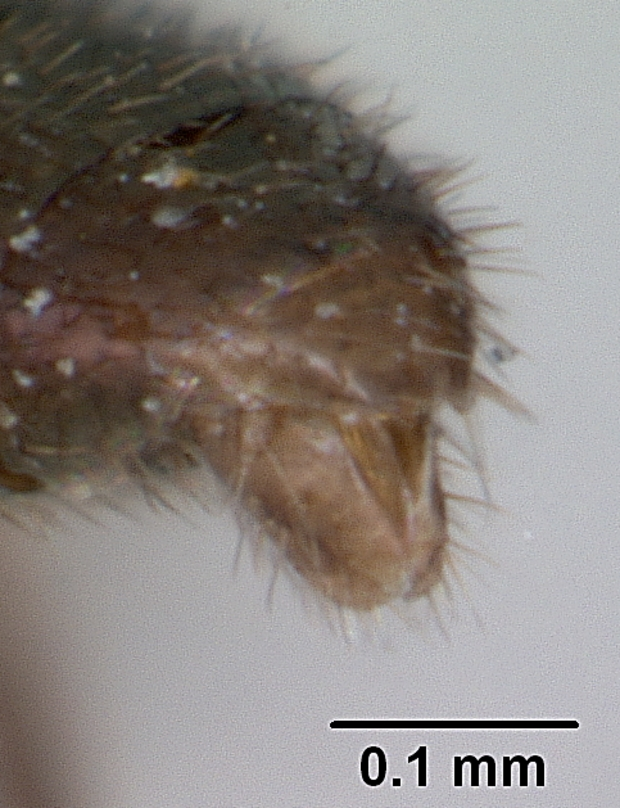